# Юніс Сенборн
Юніс Аллен Сенборн (англ. Eunice Allen Sanborn, до шлюбів Лайонс (англ. Lyons); 20 липня 1896 року, Лейк Чарльз, Луїзіана, США — 31 січня 2011 року, Джексонвілл, Техас, США) — американська супердовгожителька та підприємиця. З 6 квітня 2010 року (після смерті Неви Морріс) до моменту смерті була найстарішою повністю верифікованою жителькою США. З 4 листопада 2010 року (після смерті Анн Ежені Бланшар) до своєї смерті 31 січня 2011 року офіційно вважалась найстарішою людиною в світі. Однак 18 травня 2011 року була верифікована Марія Ґомес Валентім, яка була старшою. До 1 січня 2023 року вона входила до топ 100 найстаріших людей в світовій історії, її вік складав 114 років, 195 днів.

## Життєпис
Юніс Аллен Лайонс народилася 20 липня 1896 року в місті Лейк Чарльз, Луїзіана, США в сім'ї Авґустуса та Варіни Лайонс. 
В листопаді 1913 одружилася з Джо Орчіном. Народила єдину дочку Дороті. Чоловік загинув у результаті нещасного випадку в 1928 році.
В 1937 році, разом з другим чоловіком Веслі Ґарретом, переїхала в Техас, де вони стали одними із засновників туристичного селища Love's Lookout і багато років вели цей бізнес. Подружжя Сенборн першими в окрузі Черокі побудували басейн з бетонною підлогою. Її дочка Дороті, яка допомагала батькам підтримувати справу довгий час, померла в 2005 році у віці 90 років.
Після смерті другого чоловіка Юніс одружилася з Ґрантом Сенборном. Він помер в 1979 році. Юніс Сенборн жила в місті Джексонвілл (штат Техас) до своєї смерті 31 січня 2011 року у віці 114 років і 195 днів.
Родичі Юніс Сенборн стверджували, що в Бюро перепису населення неправильно записали її рік народження і вона народилася 20 липня 1895 року. Якби це підтвердилося, то вона була б старшою на рік і на момент смерті їй було б 115 років і 195 днів.

## Рекорди довголіття
- 6 квітня 2010 року Юніс Сенборн стала найстарішою повністю верифікованою людиною в США.
- 4 листопада 2010 року Юніс Сенборн (після смерті Анн Ежені Бланшар) була помилково оголошена найстарішою нині живою повністю верифікованою людиною в світі.